# دیمیتریه اینیاتس
دیمیتریه اینیاتس (سیریلیک صربی: Димитрије Ињац؛ زادهٔ ۱۲ اوت ۱۹۸۰) بازیکن فوتبال اهل صربستان بود.
از باشگاه‌هایی که در آن بازی کرده‌است می‌توان به باشگاه فوتبال وویوودینا، باشگاه فوتبال ویدزف ووچ، باشگاه فوتبال اسلاویا سارایوو، باشگاه فوتبال پولونیا ورشو، و باشگاه فوتبال لخ پوزنان اشاره کرد.
وی همچنین در تیم ملی فوتبال صربستان بازی کرده‌است.